# Branko Oblak
Branko Oblak (Ljubljana, 27 de maig, 1947) fou un futbolista i entrenador eslovè.
Començà professionalment a l'Olimpija, on debutà el 20 de maig de 1966 davant el Partizan a Belgrad, i marcà els dos gols de la victòria del seu club per 1 a 2. Romangué al club fins al 1973, disputant 181 partits i marcant 33 gols. Aquest any fitxà pel Hajduk Split on, en les dues temporades que hi va estar, guanyà les dues lligues i les dues copes. El 1975 fitxà pels alemanys del FC Schalke 04, on fou segon classificat a la lliga el 1976–77 darrere el gran club alemany del moment, el Borussia Mönchengladbach. El 1977 fitxà pel Bayern de Múnic. La tercera de les tres temporades que va estar al club es proclamà campió de lliga. Finalment jugà a diversos clubs austríacs, retirant-se definitivament el 1987.
Debutà amb la selecció iugoslava el 1971. Amb la selecció disputà el Mundial 74 i l'Eurocopa 1976. Juntament amb el seu company Danilo Popivoda, fou el primer eslovè a disputar una Copa del Món. En total disputà 46 partits i marcà 6 gols.
L'any 1971 fou nomenat esportista eslovè de l'any. El novembre del 2003 fou nomenat Golden Player de la UEFA com el millor futbolista eslovè dels darrers 50 anys.
Com a entrenador dirigí diversos clubs eslovens, entre ells l'Olimpija Ljubljana i el NK Koper. El febrer de 2004 fou nomenat seleccionador eslovè sots 21 i el maig del mateix any, seleccionador absolut en substitució de Bojan Prašnikar. Romangué al càrrec fins al 2006.